# Světová knihovna
Světová knihovna je edice současné překladové literatury vydávaná společností Euromedia Group pod nakladatelskou značkou Odeon. Vychází od roku 2000.
Grafickou podobu knih vytvořil Jan Šerých, od roku 2004 (tedy od svazku Láska, román) knihy vycházely v grafické úpravě Pavla Hracha. V roce 2014 se grafická úprava změnila. Od svazku Bonita Avenue vychází většina titulů s novými přebaly, jejichž autorem je Ivan Brůha.
Stejný název měla Světová knihovna nakladatele Jana Otty (1897-1931) a také  Světová knihovna, kterou vydávalo Státní nakladatelství krásné literatury a umění (od 1966 Odeon) v letech 1961-1990.

## Seznam knih a překladatelů
1. Anne Michaels: Prchavé okamžiky (2000, Věra Chase) ISBN 80-207-1075-2
2. Sebastiano Vassalli: Labuť (2000, Kateřina Vinšová) ISBN 80-207-1077-9
3. Jorge Amado: Zmizení svaté Barbory (2000, Věra Hrubanová a Eva Pokorná) ISBN 80-207-1078-7
4. Hanif Kureishi: Byli jsme si blízcí (2000, Viktor Janiš) ISBN 80-207-1080-9
5. Richard Mason: Tonoucí (2001, Richard Podaný) ISBN 80-207-1086-8
6. Elie Wiesel: Soudci (2001, Alexandra Pflimpflová) ISBN 80-207-1087-6
7. Thomas Brussig: Na kratším konci ulice (2001, Jana Zoubková) ISBN 80-207-1088-4
8. René Depestre: Chvalozpěv na ženu-zahradu (2001, Richard Podaný) ISBN 80-207-1092-2
9. Cha Ťin: Čekání na Lina (2001, Petr Mikeš) ISBN 80-207-1094-9
10. Joanna Scottová: Manekýn (2001, Veronika Volhejnová) ISBN 80-207-1095-7
11. Nicola Barkerová: Doširoka otevřené (2001, Věra Chase) ISBN 80-207-1100-7
12. Philippe Djian: Za rozcestím (2001, Tomáš Kybal) ISBN 80-207-1101-5
13. Camille Laurensová: V náruči mužů (2002, Alexandra Pflimpflová) ISBN 80-207-1103-1
14. Chuck Palahniuk: Program pro přeživší (2002, Richard Podaný) ISBN 80-207-1105-8
15. Michael Cunningham: Hodiny (2002, Miroslav Jindra) ISBN 80-207-1112-0
16. René Depestre: Jako o závod (2002, Richard Podaný) ISBN 80-207-1119-8
17. Margaret Atwoodová: Muzeum zkamenělin (2002, Viktor Janiš) ISBN 80-207-1120-1
18. Elie Wiesel: Pátý syn (2002, Eva Pokorná) ISBN 80-207-1123-6
19. Haruki Murakami: Norské dřevo (2002, Tomáš Jurkovič) ISBN 80-207-1125-2
20. Michel Faber: Pod kůží (2003, Pavel Medek) ISBN 80-207-1128-7
21. Ian McEwan: Pokání (2003, Marie Válková) ISBN 80-207-1137-6
22. Chuck Palahniuk: Zalknutí (2003, Richard Podaný) ISBN 80-207-1141-4
23. Federico Andahazi: Vlámské tajemství (2003, Marie Jungmannová) ISBN 80-207-1143-0
24. Graham Swift: Světlo dne (2003, Alena Jindrová-Špilarová) ISBN 80-207-1149-X
25. Camille Laurensová: Láska, román (2004, Alexandra Pflimpflová) ISBN 80-207-1155-4
26. Juli Zeh: Orli a andělé (2004, Jana Zoubková) ISBN 80-207-1156-2
27. Haruki Murakami: Na jih od hranic, na západ od slunce (2004, Tomáš Jurkovič) ISBN 80-207-1157-0
28. Michael Chabon: Úžasná dobrodružství Kavaliera a Claye (2004, David Záleský) ISBN 80-207-1162-7
29. Jonathan Coe: Dům spánku (2004, Jan Flemr) ISBN 80-207-1167-8
30. Tanja Dückersová: Zóna Berlín (2004, Lenka Housková) ISBN 80-207-1169-4
31. Edith Templetonová: Gordon (2004,  Ladislav Nagy) ISBN 80-207-1173-2
32. Dorota Masłowská: Červená a bílá (2004, Barbora Gregorová) ISBN 80-207-1175-9
33. Philippe Djian: Třenice (2005, Tomáš Kybal) ISBN 80-207-1179-1
34. Chuck Palahniuk: Ukolébavka (2005, Richard Podaný) ISBN 80-207-1185-6
35. Michael Cunningham: Domov na konci světa (2005, Miroslav Jindra) ISBN 80-207-1188-0
36. Joost Zwagerman: Šest hvězdiček (2005, Veronika Havlíková) ISBN 80-207-1189-9
37. DBC Pierre: Vernon Bůh Little (2005, David Petrů) ISBN 80-207-1190-2
38. Nic Kelman: Holky (2005, Jan Flemr) ISBN 80-207-1196-1
39. Andrew Sean Greer: Zpověď Maxe Tivoliho (2006, David Záleský, Markéta Záleská) ISBN 80-207-1203-8
40. Jean-Paul Dubois: Život po francouzsku (2006, Alexandra Pflimpflová) ISBN 80-207-1206-2
41. Ian McEwan: Sobota (2006, Marie Válková) ISBN 80-207-1211-9
42. Juli Zeh: Hráčský instinkt (2006, Jana Zoubková) ISBN 80-207-1213-5
43. Michael Cunningham: Vzorové dny (2006, Veronika Volhejnová) ISBN 80-207-1214-3
44. Alan Hollinghurst: Linie krásy (2006, Michala Marková) ISBN 80-207-1217-8
45. Martin Suter: Odvrácená strana Měsíce (2006, Lenka Housková) ISBN 80-207-1219-4
46. Chuck Palahniuk: Deník (2006, Richard Podaný) ISBN 80-207-1224-0
47. Régis Jauffret: Blázinec (2006, Alexandra Pflimpflová) ISBN 80-207-1225-9
48. Haruki Murakami: Kafka na pobřeží (2006, Tomáš Jurkovič) ISBN 80-207-1226-7
49. Jonathan Coe: Pár trotlů (2006, Jan Flemr) ISBN 80-207-1227-5
50. Juan Marsé: Ještěrčí ocásky (2007, Marie Jungmannová) ISBN 978-80-207-1231-8
51. Michael Chabon: Konečné řešení (2007, David Záleský a Markéta Záleská)ISBN 978-80-207-1233-2
52. Michel Houellebecq: Možnost ostrova (2007, Jovanka Šotolová) ISBN 978-80-207-1236-3
53. Ismail Kadare: Krvavý duben (2007, Veronika Sysalová) ISBN 978-80-207-1238-7
54. Terézia Mora: Den co den (2007, Tomáš Dimter) ISBN 978-80-207-1239-4
55. DBC Pierre: Ludmilina lámaná angličtina (2007, Michal Prokop) ISBN 978-80-207-1240-0
56. Julian Barnes: Arthur a George (2007, Zora Wolfová) ISBN 978-80-207-1243-1
57. Esther J. Endingová: Po Valentýnu (2007, Veronika Havlíková) ISBN 978-80-207-1244-8
58. Ken Kalfus: Americký problém (2007, Richard Olehla) ISBN 978-80-207-1248-6
59. Haruki Murakami: Afterdark (2007, Tomáš Jurkovič) ISBN 978-80-207-1249-3
60. Ian McEwan: Na Chesilské pláži (2007, Ladislav Šenkyřík) ISBN 978-80-207-1250-9
61. E. L. Doctorow: Pochod k moři (2007, Veronika Volhejnová) ISBN 978-80-207-1251-6
62. Chuck Palahniuk: Strašidla (2007, Richard Podaný) ISBN 978-80-207-1253-0
63. Graham Swift: Zítřek (2007, Alena Jindrová-Špilarová) ISBN 978-80-207-1255-4
64. Laurent Quintreau: Hrubá marže (2008, Zdeněk Rucki) ISBN 978-80-207-1258-5
65. Kiran Desaiová: Dědictví ztráty (2008, Blanka Pěšinová) ISBN 978-80-207-1259-2
66. Claire Messudová: Císařovy děti nemají šaty (2008, Markéta Musilová) ISBN 978-80-207-1265-3
67. Nancy Hustonová: Rodová znamení (2008, Alexandra Pflimpflová) ISBN 978-80-207-1266-0
68. Wendy Guerra: Všichni odcházejí (2008, Denisa Kantnerová) ISBN 978-80-207-1267-7
69. Richard Powers: Stopy paměti (2008, Petra Diestlerová) ISBN 978-80-207-1270-7
70. Jonathan Littell: Laskavé bohyně (2008, Michala Marková) ISBN 978-80-207-1278-3
71. Don DeLillo: Padající muž (2008, Zuzana Mayerová) ISBN 978-80-207-1282-0
72. Michael Chabon: Židovský policejní klub (2008, David Záleský a Markéta Záleská) ISBN 978-80-207-1284-4
73. Lloyd Jones: Pan Pip (2008, Ladislav Šenkyřík) ISBN 978-80-207-1285-1
74. Haruki Murakami: Konec světa & Hard-boiled Wonderland (2008, Tomáš Jurkovič) ISBN 978-80-207-1287-5
75. Steven Hall: Čelisti slov (2008,  Ladislav Nagy) ISBN 978-80-207-1288-2
76. Gilles Leroy: Alabama song (2008, Alexandra Pflimpflová) ISBN 978-80-207-1291-2
77. Juli Zeh: Temná energie (2009, Jana Zoubková) ISBN 978-80-207-1292-9
78. Chuck Palahniuk: Snuff (2009, Richard Podaný) ISBN 978-80-207-1295-0
79. Sebastian Barry: Tajný deník (2009, Markéta Musilová) ISBN 978-80-207-1296-7
80. Jasutaka Cucui: Peklo (2009, Anna Křivánková) ISBN 978-80-207-1297-4
81. Anne Enrightová: Shledání (2009, Dominika Křesťanová) ISBN 978-80-207-1298-1
82. Anne Michaels: Zimní krypta (2009, Petra Dienstlerová) ISBN 978-80-207-1300-1
83. Paolo Giordano: Osamělost prvočísel (2009, Alice Flemrová) ISBN 978-80-207-1301-8
84. Haruki Murakami: Sputnik, má láska (2009, Tomáš Jurkovič) ISBN 978-80-207-1303-2
85. Tim Davys: Amberville (2009, Robert Novotný) ISBN 978-80-207-1304-9
86. Nuria Amat: Ať na mě prší život (2009, Marie Jungmannová) ISBN 978-80-207-1305-6
87. Ian McEwan: Černí psi (2009, Ladislav Šenkyřík) ISBN 978-80-207-1307-0
88. Julian Barnes: Žádný důvod k obavám (2009, Petr Fantys) ISBN 978-80-207-1310-0
89. Peter Murphy: Sezona v pekle (2010, Markéta Musilová) ISBN 978-80-207-1314-8
90. Romain Slocombe: Lolita komplex (2010, Alexandra Pflimpflová) ISBN 978-80-207-1315-5
91. Chuck Palahniuk: Neviditelné nestvůry (2010, Richard Podaný) ISBN 978-80-207-1316-2
92. Sofi Oksanen: Očista (2010, Jan Petr Velkoborský) ISBN 978-80-207-1319-3
93. Haruki Murakami: O čem mluvím, když mluvím o běhání (2010, Tomáš Jurkovič) ISBN 978-80-207-1320-9
94. E. L. Doctorow: Homer a Langley (2010, Veronika Volhejnová) ISBN 978-80-207-1325-4
95. Harry Mulisch: Objevení nebe (2010, Veronika ter Harmsel Havlíková) ISBN 978-80-207-1326-1
96. Chuck Palahniuk: Pygmej (2010, Richard Podaný) ISBN 978-80-207-1327-8
97. Luis Leante: Pamatuj, že tě mám rád (2010, Vladimír Medek) ISBN 978-80-207-1328-5
98. Ian McEwan: Nevinný (2010, Ladislav Šenkyřík) ISBN 978-80-207-1330-8
99. Michael Thomas: Do dna (2010, Markéta Musilová) ISBN 978-80-207-1339-1
100. Juan Marsé: Dívka se zlatými kalhotkami (2010, Marie Jungmannová) ISBN 978-80-207-1333-9
101. Haruki Murakami: Po otřesech (2010, Tomáš Jurkovič) ISBN 978-80-207-1345-2
102. Leon de Winter: Právo na návrat (2010, Ruben Pellar) ISBN 978-80-207-1347-6
103. Delphine de Vigan: Ani později, ani jinde (2011, Alexandra Pflimpflová) ISBN 978-80-207-1348-3
104. Chuck Palahniuk: Klub rváčů (2011, Richard Podaný) ISBN 978-80-207-1350-6
105. Colum McCann: Co svět světem stojí (2011, Barbora Punge Puchalská) ISBN 978-80-207-1351-3
106. Adam Foulds: Vířící bludiště (2011, Martin Pokorný) ISBN 978-80-207-1354-4
107. Sacha Sperling: Bludy z nudy (2011, Míša Řezáčová) ISBN 978-80-207-1360-5
108. Helene Hegemannová: Axolotl roadkill (2011, Eva Dobrovolná) ISBN 978-80-207-1361-2
109. Jasutaka Cucui: Konec stříbrného věku (2011, Anna Křivánková) ISBN 978-80-207-1362-9
110. Ian McEwan: Solar (2011, Ladislav Šenkyřík) ISBN 978-80-207-1366-7
111. Michael Cunningham: Za soumraku (2011, Veronika Volhejnová) ISBN 978-80-207-1369-8
112. Colum McCann: Zoli (2011, Barbora Punge Puchalská) ISBN 978-80-207-1370-4
113. Michel Houellebecq: Mapa a území (2011, Alan Beguivin) ISBN 978-80-207-1379-7
114. Delphine de Vigan: No a já (2011, Alexandra Pflimpflová) ISBN 978-80-207-1392-6
115. Giorgio Vasta: Hmatatelný čas (2011, Alice Flemrová) ISBN 978-80-207-1393-3
116. Paul Harding: Tuláci (2011, Zuzana Mayerová) ISBN 978-80-207-1395-7
117. Tom McCarthy: C (2011, Michala Marková) ISBN 978-80-207-1396-4
118. Ned Beauman: Boxer, brouk (2011, David Záleský a Markéta Záleská) ISBN 978-80-207-1397-1
119. Patrick Lapeyre: Život je krátký a touha bez konce (2011, Tomáš Kybal) ISBN 978-80-207-1404-6
120. Sofi Oksanen: Stalinovy krávy (2012, Linda Dejdarová) ISBN 978-80-207-1405-3
121. Don DeLillo: Cosmopolis (2012, Ladislav Nagy) ISBN 978-80-207-1414-5
122. Chuck Palahniuk:  Prokletí (2012, Richard Podaný) ISBN 978-80-207-1415-2
123. Michel Houellebecq: Rozšíření bitevního pole (2012, Alan Beguivin) ISBN 978-80-207-1420-6
124. Julian Barnes: Vědomí konce (2012, Petr Fantys) ISBN 978-80-207-1423-7
125. Howard Jacobson: Finklerovská otázka (2012, Magdaléna Potočňáková) ISBN 978-80-207-1424-4
126. Jennifer Eganová: Návštěva bandy rváčů (2012, Barbora Punge Puchalská) ISBN 978-80-207-1425-1
127. Ian McEwan: Amsterdam (2012, Ladislav Šenkyřík) ISBN 978-80-207-1427-5
128. Simon Urban: Plán N (2012, Jana Zoubková) ISBN 978-80-207-1429-9
129. Goce Smilevski: Freudova sestra (2012, Ivan Dorovský) ISBN 978-80-207-1443-5
130. Delphine de Vigan: Noc nic nezadrží (2012, Alexandra Pflimpflová) ISBN 978-80-207-1448-0
131. Rikki Ducornet: Kabinet (2012, Martin Pokorný) ISBN 978-80-207-1449-7
132. Ian McEwan: Dítě v pravý čas (2012, Ladislav Šenkyřík) ISBN 978-80-207-1451-0
133. Haruki Murakami: 1Q84: Kniha 1 a 2 (2012, Tomáš Jurkovič) ISBN 978-80-207-1456-5
134. Juan Marsé: Kaligrafie snů (2012, Marie Jungmannová) ISBN 978-80-207-1467-1
135. Stephen Kelman: Dobré ráno, Harri (2012, Ladislav Nagy) ISBN 978-80-207-1468-8
136. Alan Hollinghurst: Cizí dítě (2012, Michala Marková) ISBN 978-80-207-1469-5
137. Jonas T. Bengtsson: Pohádka (2013, Jana Pavlisová) ISBN 978-80-207-1472-5
138. Jenni Fagan: Panoptikon (2013, Markéta Musilová) ISBN 978-80-207-1485-5
139. Jasutaka Cucui: Paprika (2013, Anna Křivánková) ISBN 978-80-207-1487-9
140. Cha Ťin: Rekviem za Nanking (2013, Ladislav Šenkyřík) ISBN 978-80-207-1493-0
141. Andrew Krivak: Dlouhý návrat (2013, Petra Diestlerová) ISBN 978-80-207-1502-9
142. Sofi Oksanen: Čas ztracených holubic (2013, Linda Dejdarová) ISBN 978-80-207-1507-4
143. Toni Morrisonová: Domov (2013, Zuzana Mayerová) ISBN 978-80-207-1508-1
144. Kevin Maher: Pole (2013, Alice Hyrmanová McElveen) ISBN 978-80-207-1509-8
145. Ian McEwan: Mlsoun (2013, Ladislav Šenkyřík) ISBN 978-80-207-1512-8
146. Paolo Giordano: Tělo (2013, Alice Flemrová) ISBN 978-80-207-1513-5
147. Haruki Murakami: 1Q84: Kniha 3 (2013, Tomáš Jurkovič) ISBN 978-80-207-1514-2
148. Peter Buwalda: Bonita Avenue (2014, Jana Pellarová) ISBN 978-80-207-1515-9
149. Michael Chabon: Telegraph Avenue (2014, Olga Walló) ISBN 978-80-207-1516-6
150. Therese Anne Fowlerová: Z jako Zelda (2014, Olga Walló) ISBN 978-80-207-1535-7
151. Deborah Levy: Doplavat domů (2014, Jana Kunová) ISBN 978-80-207-1540-1
152. Mohsin Hamid: Jak nechutně zbohatnout v rozvojové Asii (2014, Markéta Musilová) ISBN 978-80-207-1542-5
153. Nihad Sirees: Ticho a vřava (2014, Alexandra Pflimpflová) ISBN 978-80-207-1543-2
154. Alissa Nutting: Tampa (2014, Martin Pokorný) ISBN 978-80-207-1545-6
155. John Lanchester: Chceme to, co máte vy (2014, Věra Klásková) ISBN 978-80-207-1546-3
156. Michael Cunningham: Tělo a krev (2014, Veronika Volhejnová) ISBN 978-80-207-1547-0
157. Jennifer Eganová: Hrad (2014, Jiří Hanuš) ISBN 978-80-207-1550-0
158. Dorota Masłowská: Zabila jsem naše kočky, drahá (2014, Barbora Gregorová) ISBN 978-80-207-1551-7
159. Solange Bied-Charreton: Enjoy (2014, Míša Řezáčová) ISBN 978-80-207-1572-2
160. Chuck Palahniuk: Zatracení (2014, Richard Podaný) ISBN 978-80-207-1580-7
161. Pierre Lemaitre: Na shledanou tam nahoře (2014, Tomáš Havel) ISBN 978-80-207-1582-1
162. Paul Harding: Enon (2014, Zuzana Mayerová) ISBN 978-80-207-1583-8
163. Haruki Murakami: Kronika ptáčka na klíček (2014, Klára Macúchová) ISBN 978-80-207-1584-5
164. Sofi Oksanen: Baby Jane (2014, Linda Dejdarová) ISBN 978-80-207-1586-9
165. Boris Razon: Palladium (2015, Alexandra Pflimpflová) ISBN 978-80-207-1610-1
166. Haruki Murakami: Bezbarvý Cukuru Tazaki a jeho léta putování (2015, Tomáš Jurkovič) ISBN 978-80-207-1615-6
167. NoViolet Bulawayo: Chtělo by to nový jména (2015, Markéta Musilová) ISBN 978-80-207-1616-3
168. Julian Barnes: Roviny života (2015, Petr Fantys) ISBN 978-80-207-1620-0
169. Ian McEwan: Betonová zahrada (2015, Ladislav Šenkyřík) ISBN 978-80-207-1624-8
170. Michael Cunningham: Sněhová královna (2015, Veronika Volhejnová) ISBN 978-80-207-1625-5
171. Chuck Palahniuk: Tvé překrásné já (2015, Richard Podaný) ISBN 978-80-207-1646-0
172. Kámel Daúd: Meursault, přešetření (2015, Alexandra Pflimpflová) ISBN 978-80-207-1650-7
173. Michel Houellebecq: Podvolení (2015, Alan Beguivin) ISBN 978-80-207-1653-8
174. Johanna Sinisalo: Jádro slunce (2015, Linda Dejdarová) ISBN 978-80-207-1654-5
175. Haruki Murakami: Muži, kteří nemají ženy (2015, Klára Macúchová) ISBN 978-80-207-1655-2
176. Paolo Giordano: Čerň a stříbro (2015, Alice Flemrová) ISBN 978-80-207-1656-9
177. Ian McEwan: Myslete na děti! (2015, Ladislav Šenkyřík) ISBN 978-80-207-1657-6
178. Richard Flanagan: Úzká cesta na daleký sever (2015, Jiří Hrubý) ISBN 978-80-207-1658-3
179. Celeste Ng: Vše, co jsme si nikdy neřekli (2016, Jana Kunová) ISBN 978-80-207-1681-1
180. Goce Smilevski: Návrat slov (2016, Ivan Dorovský, Dagmar Dorovská) ISBN 978-80-207-1683-5
181. Haruki Murakami: Hon na ovci (2016, Tomáš Jurkovič) ISBN 978-80-207-1693-4
182. Liou Čen-jün: Manžela jsem nezabila (2016, Zuzana Li) ISBN 978-80-207-1694-1
183. Delphine de Vigan: Podle skutečného příběhu (2016, Alexandra Pflimpflová) ISBN 978-80-207-1695-8
184. Julian Barnes: Flaubertův papoušek (2016, Miloš Urban) ISBN 978-80-207-1715-3
185. Leslie Parry: Chrám divů (2016, Eva Dobrovolná) ISBN 978-80-207-1727-6
186. Affinity Konar: Mischling (2016, Dominika Křesťanová) ISBN 978-80-207-1732-0
187. Sofi Oksanen: Norma (2016, Linda Dejdarová) ISBN 978-80-207-1733-7
188. Sara Baume: Jasno lepo podstín zhyna (2016, Alice Hyrmanová-McElveen) ISBN 978-80-207-1736-8
189. Szilárd Borbély: Nemajetní (2016, Robert Svoboda) ISBN 978-80-207-1737-5
190. Ian McEwan: První láska, poslední pomazání (2017, Ladislav Šenkyřík) ISBN 978-80-207-1748-1
191. Kat Kaufmann: Superpozice (2017, Jana Zoubková) ISBN 978-80-207-1751-1
192. Dimitri Verhulst: Opozdilec (2017, Veronika ter Harmsel Havlíková) ISBN 978-80-207-1754-2
193. Han Kang: Vegetariánka (2017, Petra Ben-Ari) ISBN 978-80-207-1755-9
194. Haruki Murakami: Spisovatel jako povolání (2017, Tomáš Jurkovič) ISBN 978-80-207-1761-0
195. Julian Barnes: Hukot času (2017, Petr Fantys) ISBN 978-80-207-1762-7
196. Hanya Yanagihara: Malý život (2017, Petra Diestlerová) ISBN 978-80-207-1765-8
197. Chuck Palahniuk: Něco si vymysli (2017, Richard Podaný) ISBN 978-80-207-1767-2
198. Paul Beatty: Zaprodanec (2017, Jiří Hanuš) ISBN 978-80-207-1779-5
199. Liou Čen-jün: Kuchař, chmaták a realitní magnát (2017, Zuzana Li) ISBN 978-80-207-1780-1
200. Paolo Cognetti: Osm hor (2017, Alice Flemrová) ISBN 978-80-207-1784-9
201. Ian McEwan: Skořápka (2017, Ladislav Šenkyřík) ISBN 978-80-207-1792-4
202. Celeste Ng: Ohníčky všude kolem (2017, Jana Kunová) ISBN 978-80-207-1793-1
203. Rodrigo Blanco Calderón: Kniha noci (2017, Vít Kazmar) ISBN 978-80-207-1794-8
204. Michael Chabon: Měsíční svit (2017, Richard Podaný) ISBN 978-80-207-1799-3
205. Jonas T. Bengtsson: Dívka jménem Sus (2017, Jana Ovská) ISBN 978-80-207-1800-6
206. Katie Kitamura: Odloučení (2018, Kateřina Keilová) ISBN 978-80-207-1812-9
207. Thomas Melle: Svět v zádech (2018, Jana Zoubková) ISBN 978-80-207-1819-8
208. Laetitia Colombani: Cop (2018, Alexandra Pflimpflová) ISBN 978-80-207-1820-4
209. Teddy Wayne: Samotář (2018, Jiří Hrubý) ISBN 978-80-207-1821-1
210. Jeroen Olyslaegers: Vůle (2018, Veronika ter Harmsel Havlíková) ISBN 978-80-207-1823-5
211. Han Kang: Kde kvete tráva (2018, Petra Ben-Ari) ISBN 978-80-207-1825-9
212. Alicia Kopf: Bratr z ledu (2018, Lada Hazaiová) ISBN 978-80-207-1827-3
213. Eka Kurniawan: Krása je stigma (2018, Libor Havránek) ISBN 978-80-207-1830-3
214. Julian Barnes: Než potkala mě (2018, Jiří Hanuš) ISBN 978-80-207-1832-7
215. Mohsin Hamid: Exit West (2018, Markéta Musilová) ISBN 978-80-207-1846-4
216. Delphine de Vigan: Pouta (2018, Vědunka Stehlíková-Režná) ISBN 978-80-207-1847-1
217. Matias Faldbakken: Restaurant The Hills (2018, Jaroslava Vrbová) ISBN 978-80-207-1856-3
218. Sara Baume: Vyšlapaná čára (2018, Jaroslava Vrbová) ISBN 978-80-207-1857-0
219. Haruki Murakami: Komturova smrt (2018, Tomáš Jurkovič) ISBN 978-80-207-1861-7
220. Paolo Cognetti: Divoký kluk (2018, Alice Flemrová) ISBN 978-80-207-1862-4
221. Chuck Palahniuk: Den přizpůsobení (2018, Richard Podaný) ISBN 978-80-207-1865-5
222. Gabriel Tallent: Absolutní miláček (2019, Martin Pokorný) ISBN 978-80-207-1878-5
223. Bernard Schlink: Olga (2019, Jana Zoubková) ISBN 978-80-207-1879-2
224. Fiona Mozley: Království Elmet (2019, Martina Knápková) ISBN 978-80-207-1893-8
225. Julian Barnes: Jediný příběh (2019, Petr Fantys) ISBN 978-80-207-1895-2
226. Michel Houellebecq: Serotonin (2019, Alan Beguivin) ISBN 978-80-207-1903-4
227. Delphine de Vigan: Vděk (2019, Alexandra Pflimpflová ISBN 978-80-207-1913-3
228. Liou Čen-jün: Kdopak se baví (2019, Zuzana Li) ISBN 978-80-207-1914-0
229. Michel Houellebecq: Elementární částice (2019, Alan Beguivin) ISBN 978-80-207-1915-7
230. Han Kang: Bílá kniha (2019, Petra Ben-Ari) ISBN 978-80-207-1926-3
231. Paolo Cognetti: Nikdy nevystoupat na vrchol (2019, Alice Flemrová) ISBN 978-80-207-1927-0
232. Alan Hollinghurst: Sparsholtova aféra (2019, Michala Marková) ISBN 978-80-207-1929-4
233. Bernhard Schlink: Předčítač (2019, Tomáš Kafka) ISBN 978-80-207-1930-0
234. Nadia Terranova: Sbohem, přízraky (2020, Monika Štefková) ISBN 978-80-207-1942-3
235. Michel Houellebecq: Platforma (2020, Alan Beguivin) ISBN 978-80-207-1943-0
236. Karina Sainz Borgo: V Caracasu bude nejspíš stále tma (2020, Lada Hazaiová) ISBN 978-80-207-1947-8
237. Ian McEvan: Šváb (2020, Ladislav Šenkyřík) ISBN 978-80-207-1948-5
238. Victoria Mas: Bál šílených žen (2020, Alexandra Pflimpflová) ISBN 978-80-207-1950-8
239. Myla Goldbergová: Pastva pro oči (2020, Jana Kunová) ISBN 978-80-207-1953-9
240. Per Petterson: Muži v mé situaci (2020, Jarka Vrbová) ISBN 978-80-207-1954-6
241. Paolo Giordano: Dobývání nebe (2020, Alice Flemrová) ISBN 978-80-207-1964-5
242. Alvydas Šlepikas: Jmenuji se Maryte (2020, Věra Kociánová) ISBN 978-80-207-1969-0
243. Florence Noiville: Zpověď kleptomanky (2020, Tomáš Havel) ISBN 978-80-207-1974-4
244. Jean-Paul Dubois: Na světě žijeme každý jinak (2020, Alexandra Pflimpflová) ISBN 978-80-207-1975-1
245. Elif Shafak: 10 minut 38 vteřin (2020, Věra Klásková) ISBN 978-80-207-1976-8
246. Sofi Oksanen: Psí park (2020, Linda Dejdarová) ISBN 978-80-207-1978-2
247. Tomasz Jedrowski: Plavec ve tmě (2020, Ladislav Nagy) ISBN 978-80-207-1980-5
248. Ian McEwan: Stroje jako já (2021, Ladislav Šenkyřík) ISBN 978-80-207-1992-8
249. Bernhard Schlink: Barvy loučení (2021, Jana Zoubková) ISBN 978-80-207-2012-2
250. Haruki Murakami: Tancuj, tancuj, tancuj (2021, Tomáš Jurkovič) ISBN 978-80-207-1993-5
251. Sandro Veronesi: Kolibřík (2021, Alice Flemrová) ISBN 978-80-207-2029-0
252. Mieko Kawakami: Prsa a vajíčka (2021, Klára Macúchová) ISBN 978-80-207-2030-6
253. Julian Barnes: Muž v červeném kabátě (2021, Petr Fantys) ISBN 978-80-207-2034-4
254. Jonas T. Bengtsson: Ze sídliště (2021, Jana Ovská) ISBN 978-80-207-2042-9
255. Patricia Lockwood: Nikdo o tom nemluví (2021, Jana Hejná)  ISBN 978-80-207-2056-6
256. Delphine de Vigan: Děti nade vše (2021, Alexandra Pflimpflová) ISBN 978-80-207-2057-3
257. Doireann Ní Ghríofa: Přízrak v hrdle (2021, Alice Hyrmanová McElveen)  ISBN 978-80-207-2061-0
258. Diane Cook: Nová divočina (2022, Dominika Křesťanová)  ISBN 978-80-207-2083-2
259. David Grossman: Život si se mnou zahrává (2022, Lenka Bukovská)  ISBN 978-80-207-2091-7
260. Haruki Murakami: První osoba jednotného čísla (2022, Tomáš Jurkovič)  ISBN 978-80-207-2097-9
261. Paolo Cognetti: Vlčí štěstí (2022, Sára Flemrová) ISBN 978-80-207-2114-3
262. Maria Pourchet: Oheň (2022, Alexandra Pflimpflová)  ISBN 978-80-207-2116-7
263. Rešoketšwe Manenzhe: Bez domova (2022, Věra Klásková)  ISBN 978-80-207-2117-4
264. David Grossman: Přijde kůň do baru (2022, Lenka Bukovská a Mariana Fisher)  ISBN 978-80-207-2118-1
265. Damon Galgut: Slib (2022, Jiří Hanuš)  ISBN 978-80-207-2122-8
266. Michel Houellebecq: Zničit (2022, Alan Beguivin)  ISBN 978-80-207-2134-1
267. Sara Baume: Sedm věží (2022, Alice Hyrmanová McElveen)  ISBN 978-80-207-2135-8
268. Bernhard Schlink: Vnučka (2022, Jana Zoubková)  ISBN 978-80-207-2136-5
269. Julian Barnes: Historie světa v deseti a půl kapitolách (2022, Eva Klimentová)  ISBN 978-80-207-2137-2
270. Mieko Kawakami: Nebe (2023, Klára Macúchová) ISBN 978-80-207-2162-4
271. Jana Karšaiová: Sametový rozvod (2023, Monika Štefková)  ISBN 978-80-207-2163-1
272. Celeste Ng: Naše ztracená srdce (2023, Jana Kunová) ISBN 978-80-207-2168-6
273. Julian Barnes: Elizabeth Finchová (2023,  Petr Fantys )  ISBN 978-80-207-2169-3
274. Hanya Yanagihara: Do ráje (2023,  Petra Diestlerová )  ISBN 978-80-207-2176-1
275. Brigitte Giraud: Žít rychle (2023, Alexandra Pflimpflová) ISBN 978-80-207-2182-2
276. Ian McEwan: Hodiny (2023, Ladislav Šenkyřík) ISBN 978-80-207-2186-0
277. Noel O’Regan Přitažlivost pádu (2023, Alice Hyrmanová McElveen) ISBN 978-80-207-2194-5
278. Olivia Wenzel: Tisíckrát obejít strach (2024, Ondřej Škrabal) ISBN 978-80-207-2205-8
279. Dimitri Verhulst: Mít a být (2024, Veronika ter Harmsel Havlíková) ISBN 978-80-207-2213-3
280. Mario Desiati: Zbloudilci (2024, Monika Štefková) ISBN 978-80-207-2214-0
281. Paolo Giordano: Tasmánie (2024,  Alice Flemrová) ISBN 978-80-207-2219-5
282. Michael Cunningham: Den (2024, Veronika Volhejnová) ISBN 978-80-207-2223-2
283. Paolo Cognetti: Dole v údolí (2024, Sára Rodová) ISBN 978-80-207-2243-0
284. Bernhard Schlink: Pozdní život (2024, Jana Zoubková) ISBN 978-80-207-2248-5
285. John Irving: Poslední lanovka (2024, Štěpán Jindra) ISBN 978-80-207-2224-9

## Připravované svazky
- Kevin Maher: Poslední noc na zemi (2017)

## Reedice starších svazků
- Haruki Murakami: Norské dřevo (2. vydání, 2005) ISBN 80-207-1193-7
- Chuck Palahniuk: Program pro přeživší (2. vydání, 2008) ISBN 978-80-207-1275-2
- Haruki Murakami: Na jih od hranic, na západ od slunce (2. vydání, 2008) ISBN 978-80-207-1286-8
- Chuck Palahniuk: Zalknutí (2. vydání, 2009) ISBN 978-80-207-1290-5
- Haruki Murakami: Norské dřevo (3. vydání, 2009) ISBN 978-80-207-1302-5
- Michael Chabon: Úžasná dobrodružství Kavaliera a Claye (2. vydání, 2009) ISBN 978-80-207-1313-1
- Haruki Murakami: Kafka na pobřeží (2. vydání, 2010) ISBN 978-80-207-1329-2
- Haruki Murakami: Konec světa & Hard-boiled Wonderland (2. vydání, 2010) ISBN 978-80-207-1332-2
- Chuck Palahniuk: Ukolébavka (2. vydání, 2011) ISBN 978-80-207-1352-0
- Dorota Masłowská: Červená a bílá (2. vydání, 2011) ISBN 978-80-207-1355-1
- Ian McEwan: Sobota (2. vydání, 2012) ISBN 978-80-207-1418-3
- Cha Ťin: Čekání na Lina (2. vydání, 2012) ISBN 978-80-207-1419-0
- Michael Cunningham: Vzorové dny (2. vydání, 2012) ISBN 978-80-207-1430-5
- Alan Hollinghurst: Linie krásy (2. vydání, 2012) ISBN 978-80-207-1431-2
- Michael Cunningham: Domov na konci světa (2. vydání, 2013) ISBN 978-80-207-1483-1
- Michel Faber: Pod kůží (2. vydání, 2013) ISBN 978-80-207-1486-2
- Michael Chabon: Židovský policejní klub (2. vydání, 2014) ISBN 978-80-207-1524-1
- Delphine de Vigan: Ani později, ani jinde (2. vydání, 2019) ISBN 978-80-207-1877-8
- Michel Houellebecq: Mapa a území (2. vydání, 2019) ISBN 978-80-207-1890-7
- Ian McEwan: Solar (2. vydání, 2019) ISBN 978-80-207-1876-1
- Sofi Oksanen: Očista (2. vydání, 2019) ISBN 978-80-207-1896-9
- Paolo Cognetti: Nikdy nevystoupat na vrchol (2. vydání, 2024) ISBN 978-80-207-2237-9

## Poznámka
Druhá vydání románů Hodiny Michaela Cunninghama (2004, ISBN 80-207-1161-9) a Pokání Iana McEwana (2008, ISBN 978-80-207-1254-7) vyšla mimo edici, v obou případech s novou obálkou připomínající jejich filmové zpracování.